# ロスィツァ川
ロスィツァ川 (ブルガリア語: Росица) は、ブルガリア中北部を流れる、ヤントラ川の左支流。全長148.5キロメートル (92 mi)、流域面積は2,260平方キロメートル (873 sq mi)である。古代にはリュギヌス川（Lyginus）の名で知られた。
源流は、バルカン山脈中の、シプカ峠とボテフ峰の間にあり、最初は北へ流れてセヴリエヴォに至る。そこから次第に針路を東北東へ転じ、ヤントラ川にそそぐ。セヴリエヴォを過ぎてから10-15キロメートル下流に、アレクサンダル・スタンボリスキ・ダムがある。
ロスィツァ川の支流としては、セヴリエヴォで合流するヴィディマ川が重要である。また他にも、左支流にはネゴイチェヴィツァ川、クラヴェニシュカ川、ブィアラ川が、右支流にはマロブハルシュティツァ川、ゼレニコヴェツ川、マリシュトニツァ川がある。